# Para ir
«Para ir» es una canción compuesta por el músico argentino Luis Alberto Spinetta e interpretada por Almendra en el álbum doble Almendra II de 1970, segundo y último de la banda. El álbum fue calificado por la revista Rolling Stone y la cadena MTV como #40 entre los cien mejores discos de la historia del rock nacional argentino.
Almendra estuvo integrada por Luis Alberto Spinetta (primera voz y guitarra), Edelmiro Molinari (voz, primera guitarra y órgano), Emilio del Guercio (voz, bajo, órgano y piano) y Rodolfo García (voz y batería). En el tema la primera voz es de Spinetta.

## Contexto
En 1970 el mundo sufría la Guerra Fría. Argentina vivía bajo una dictadura que había disuelto todos los partidos políticos y que buscaba garantizar la alineación de la Argentina con los Estados Unidos en aquella confrontación global. Tres años antes el Che Guevara había sido asesinado mientras organizaba un movimiento guerrillero en Bolivia. En Argentina desde el año anterior habían comenzado a producirse levantamientos populares insurreccionales como el Rosariazo y el Cordobazo, con participación masiva de la juventud, que se había convertido en esos años en un sujeto histórico novedoso. Ese año aparecerían las dos grandes organizaciones guerrilleras que actuaron en el país, Montoneros -de tendencia peronista- y el Ejército Revolucionario del Pueblo (ERP) -de tendencia marxista-.  
Almendra, banda liderada por Luis Alberto Spinetta, apareció en 1969, renovando radicalmente la música popular argentina y latinoamericana, especialmente el rock cantado en español. Junto a Los Gatos -banda precursora- y Manal, Almendra es considerada parte del trío fundador del "rock nacional", como se conoció en Argentina ese movimiento musical, generacional y cultural.
Al finalizar 1969 Almendra publicó un álbum revolucionario sin título, con un dibujo caricaturizado de un extraño hombre en la tapa, conocido luego como Almendra I, que alcanzó un éxito histórico. Prácticamente todos los temas de ese álbum se volvieron clásicos del rock nacional ("Plegaria para un niño dormido", "Ana no duerme", "Fermín", "A estos hombres tristes", "Color humano", "Figuración") y por sobre todos ellos "Muchacha (ojos de papel)", que se convirtió en un hit histórico, mantenido a través de las décadas.
Convertidos en estrellas de rock, Almendra encaró 1970 con el proyecto de preparar una ópera rock. Sin embargo, las presiones de la fama y las diferencias entre los proyectos musicales de sus integrantes, produjeron una crisis interna del grupo que llevó a la sorpresiva separación de la banda en septiembre de 1970.
Ya separados, a fines del año 1970, con material grabado entre julio y octubre, lanzaron Almendra II, un álbum doble completamente diferente de Almendra I, mucho más roquero y psicodélico, influido por el consumo de LSD, que muestra los diferentes enfoques de los miembros de la banda y la necesidad de experimentación que sentían.

## El tema

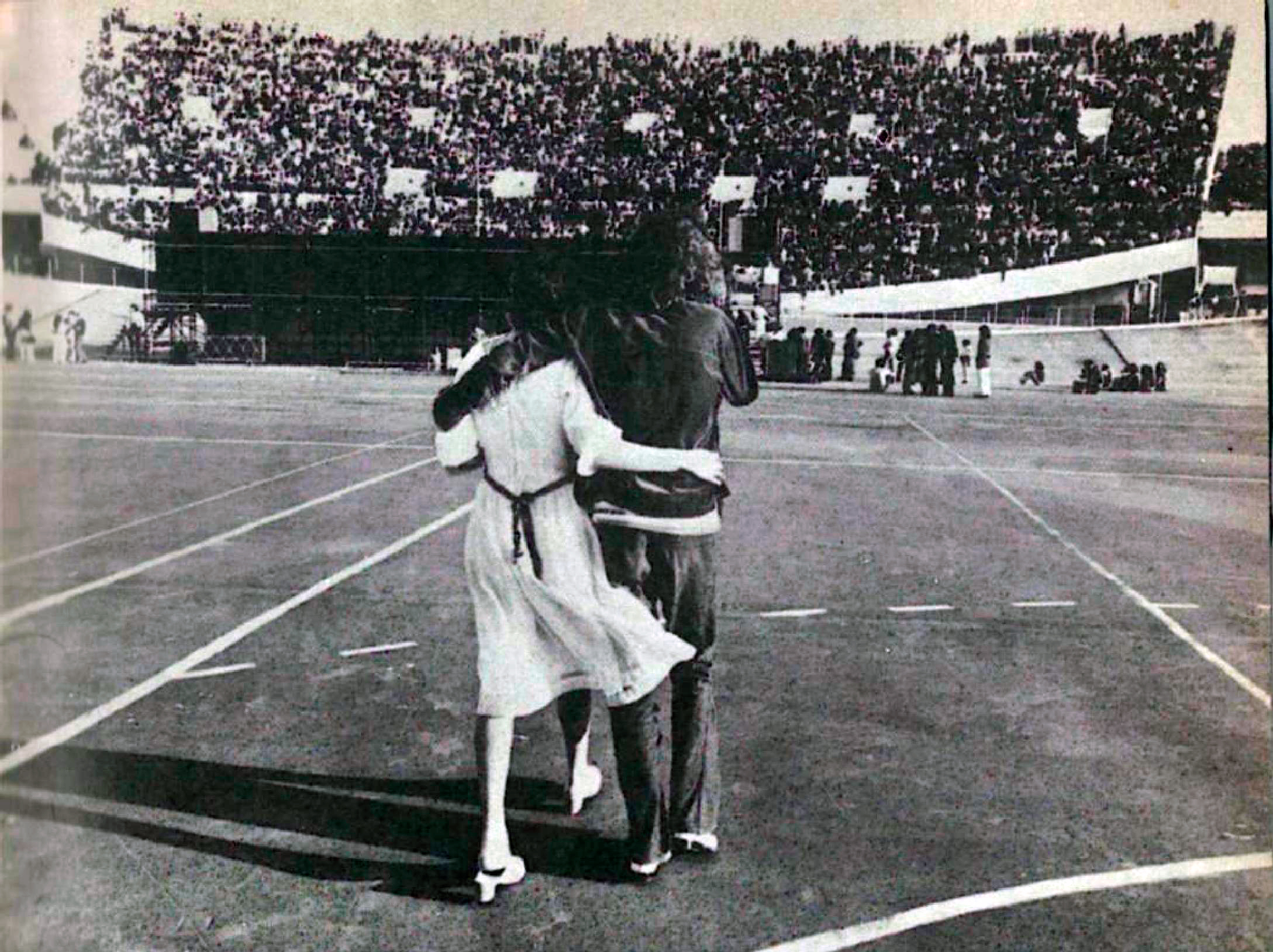
Foto de Spinetta abrazado con Cristina Bustamante, la «muchacha» de la famosa canción, durante un recital de Almendra, en 1970. Permanecieron juntos desde 1969 hasta 1972. La canción "Para ir" también se refiere a ella, lo mismo que "Blues de Cris" y "Todas las hojas son del viento".

El tema es el décimo y último track del Disco 1 (segundo y último del Lado A) del álbum doble Almendra II. Es una bella balada acústica lenta, caracterizado por acordes no convencionales inventados por Spinetta, uno de los sellos de su obra. 
La canción integra el grupo de canciones que Spinetta compuso inspirado en su primer amor, Cristina Bustamente: "Muchacha (ojos de papel)", "Blues de Cris", "Todas las hojas son del viento". En la letra, narrada en segunda persona del singular, Spinetta habla con ella de la preparación de un viaje:

Siéntate a ver el día
mira que gusto da, ver el rayo justo
donde empieza la avenida
Descálzate en el aire...para ir.
"Para ir" (fragmento)

El tema alude directamente a "Muchacha (ojos de papel)" cuando dice:

...quiero que sepan hoy, qué color es
el que robé cuando dormías.
"Para ir" (fragmento)

La mención al color que le robó cuando dormía, se refiere al final del estribillo de "Muchacha":

Y no hables más muchacha
corazón de tiza
cuando todo duerma
te robaré un color.
"Muchacha (Ojos de papel)" (fragmento)

En este momento, Spinetta y Cristina Bustamente aún estaban en pareja. Dos años después la relación terminaría y Luis Alberto compondría "Blues de Cris" ("Atado a mi destino, sus ojos al final olvidaré), para exteriorizar aquella ruptura, interpretada con Pescado Rabioso en el primer álbum Desatormentándonos. Finalmente, en 1973, Spinetta graba un cuarto tema referido a esa relación, "Todas las hojas son del viento", que incluye en Artaud, referido al embarazo de su exnovia.
"Para ir" también se relaciona con otra canción muy posterior de Spinetta, "Sinfín" del álbum Pan (2005), en el que también menciona el rayo de la avenida:

"Alguna vez,
querida mía
te pregunté
por un rayo que viste en la Avenida.
"Sinfín" (fragmento)

Jorge Monteleone ha señalado en "Para ir" una constante en la poesía de Spinetta que es el acto de moverse hacia la luz y de la transformación, expresada en ir hacia otra parte:

“Quédate hasta el alba” es una espera de la luz. Siempre habrá una promesa de fulgor: esperar el día, como la muchacha o Ana, que no duerme para ser atravesada por la luz, también equivale a ver el rayo o subirse a él (“siéntate a ver el día:/ mira qué gusto da / ver el rayo”; “sube al rayo, nena… ya despiértate rayo, sube a la nena”). Moviente mutación. De allí que irse significa también ascender, volar, o bailar como en un vuelo. El lugar propicio para que la luz se manifieste es el cielo...  El dinamismo de la transformación lleva siempre a otra parte: "Para ir".

Finalmente la versión incluida en Almendra II de "Para ir" también fue utilizado en la película Buenos Aires viceversa de Alejandro Agresti, en una bellísima escena en la que una de las protagonistas, Daniela (Vera Fogwill), una hija de detenidos-desaparecidos sale a filmar a los excluidos de Buenos Aires en su búsqueda por encontrar la "belleza en esta puta ciudad".